# Nenad Medić
Nenad Medić (Apatin, 21 dicembre 1982) è un giocatore di poker serbo naturalizzato canadese, detentore di un braccialetto delle WSOP e di un titolo del World Poker Tour.

## Poker
Inizia a giocare a poker online appena finito il college, con il nickname Serb2127. Ben presto arrivano i primi successi anche ai tavoli live, come il suo primo tavolo finale al WPT Caribbean Adventure nel 2005. Nel gennaio 2006 si è qualificato al tavolo finale alle Aussie Millions, classificandosi al terzo posto e guadagnando 282432 $. Nel novembre dello stesso anno ha vinto il suo primo titolo WPT al World Poker Finals, guadagnando 1717194 $. Nel 2007 arriva nuovamente al tavolo finale alle World Poker Finals, classificandosi al terzo posto e vincendo 486367 $.

### World Series of Poker
Al primo evento delle WSOP del 2008, Medić vince il suo primo braccialetto nel torneo $10,000 Pot-Limit Hold'em World Championship, battendo Andy Bloch all'heads-up, dopo aver affrontato un tavolo finale composto da professionisti del calibro di Phil Laak, Mike Sowers, Patrik Antonius, Mike Sexton e Kathy Liebert.

### Braccialetti delle WSOP
| Anno | Torneo                                       | Premio (US$) |
| ---- | -------------------------------------------- | ------------ |
| 2008 | $10,000 Pot-Limit Hold'em World Championship | 794112 $     |

Al 2010, le sue vincite totali nei tornei live superano i 4400000 $, di cui 1066902 $ grazie agli 8 piazzamenti alle WSOP.